# Mørke
Mørke is een plaats in de Deense regio Midden-Jutland, gemeente Syddjurs, en telt 1430 inwoners (2007).